# Niobe Planitia
Pour les articles homonymes, voir Niobé.
Niobe Planitia est une plaine située sur Vénus dans le quadrangle de Niobe Planitia. Elle a été nommée en référence à Niobé, héroïne mythologique grecque dont les douze enfants furent tués par Artémis et Apollon.